# Oberpfuhlsee
De Oberpfuhlsee is een natuurlijk meer bij de stad Lychen in de Duitse deelstaat Brandenburg.
Het meer is een onderdeel van het Natuurpark Uckermärkische Seen.